# (10704) Sidey
(10704) Sidey est un astéroïde de la ceinture principale découvert en 1981.

## Description
(10704) Sidey a été découvert le 1er septembre 1981 à l'observatoire de La Silla, au Chili, par Henri Debehogne.

### Caractéristiques orbitales
L'orbite de cet astéroïde est caractérisée par un demi-grand axe de 2,90 ua, un périhélie de 2,62 ua, une excentricité de 0,010 et une inclinaison de 2,55° par rapport à l'écliptique. Du fait de ces caractéristiques, à savoir un demi-grand axe compris entre 2 et 3,2 ua et un périhélie supérieur à 1,666 ua, il est classé, selon la JPL Small-Body Database, comme objet de la ceinture principale d'astéroïdes.

### Caractéristiques physiques
(10704) Sidey a une magnitude absolue (H) de 13,2 et un albédo estimé à 0,226.